# تشو بو (سياسي)
تشو بو هو سياسي صيني، ولد في أكتوبر 1944 في تونغشانغ في الصين. نشط حزبياً في الحزب الشيوعي الصيني. وقد انتخب عضو اللجنة الدائمة للمجلس الوطني لنواب الشعب الصيني ‏ خلال فترته النيابية ‏ وانتخب عضو مجلس الشعب الصيني ‏ خلال فترته النيابية ‏.